# Lochan Dubh (Loch Shiel)
Lochan Dubh ist ein Süßwassersee in der schottischen Council Area Highland beziehungsweise der traditionellen Grafschaft Argyll.

## Beschreibung
Der See liegt auf einer Höhe von 232 Metern über dem Meeresspiegel in der dünnbesiedelten, gebirgigen Region Ardgour. Seine Ufer sind unbesiedelt. Die nächstgelegene größere Siedlung ist das 21 Kilometer östlich gelegene Fort William. Der Lochan Dubh ist nicht durch Straßen erschlossen. Die nächstgelegenen Straßen sind die untergeordnete Straße entlang des Südufers von Loch Shiel und die A816 am Loch Linnhe in etwa zwölf Kilometer Entfernung. Den Lochan Dubh umgeben der 786 Meter hohen Carn na Nathrach im Süden und dem 717 Meter hohen Stob a’ Chuir im Norden.
Der langgezogene Lochan Dubh weist eine maximale Länge von 0,91 Kilometern bei einer maximalen Breite von 0,16 Kilometern auf, woraus sich eine Fläche von zehn Hektar und ein Umfang von zwei Kilometern ergeben. Die mittlere Tiefe des Lochan Dubh beträgt 2,7 Meter bei einer maximalen Tiefe von 6,3 Metern, woraus sich ein Volumen von 261.419 Kubikmetern ergibt. Sein Einzugsgebiet umfasst 177 Hektar und besteht zu etwa 71 % aus Heide- und Grasflächen und zu 17 % aus Fels. Grundwasser macht nur 3,3 % des Zuflusses zu Loch Dubh aus. Das Einzugsgebiet erstreckt sich im Wesentlichen nach Norden und Süden. In den See münden verschiedene Bergbäche. Vom Westufer fließt der Hurich ab, der über den Loch Doilet und den Polloch in den Loch Shiel und dann über den Shiel in den Meeresarm Loch Moidart entwässert.